# Телефонні коди Польщі
Формат та схема набору телефонних номерів у Польщі визначені Управлінням з питань телекомунікацій у Національному плані нумерації (PNK).
Коди операторам присвоює Управління Телекомунікацій (пол. Urząd Komunikacji Elektronicznej).
Абоненти стаціонарної та мобільних мереж в Польщі мають однакову структуру та довжину телефонних номерів (9 цифр). Індивідуальні номери позначаються символами «ABSPQMCDU», де цифри AB — це індикатор зони номера (WSN) або відмітна особливість телефонної мережі (JTS), наприклад мобільної мережі. Призначення AB цифр як WSN для окремих зон нумерації встановлюється в PNK.

## Формат номерів
З 30 вересня 2009 року у Польщі діє єдиний стандарт телефонних номерів з 9 цифр. Префікс комутації «0» більше не використовується при здійсненні дзвінків у межах країни.
```
 
xx xxx xx xx
  (в межах країни)
 
+48 xx xxx xx xx
  (з-за кордону)
```

## Національні коди регіонів
| Регіон                        | Код |
| ----------------------------- | --- |
| Краків                        | 12  |
| Коросно                       | 13  |
| Тарнів                        | 14  |
| Тарнобжег                     | 15  |
| Перемишль                     | 16  |
| Ряшів                         | 17  |
| Новий Сонч                    | 18  |
| Варшава                       | 22  |
| Цеханув                       | 23  |
| Плоцьк                        | 24  |
| Седльці                       | 25  |
| Міністерство оборони          | 26  |
| Остроленка                    | 29  |
| Катовиці                      | 32  |
| Бельсько-Бяла                 | 33  |
| Ченстохова                    | 34  |
| Кельці                        | 41  |
| Лодзь                         | 42  |
| Серадз                        | 43  |
| Пйотркув-Трибунальський       | 44  |
| Скерневиці                    | 46  |
| Міністерство внутрішніх справ | 47  |
| Радом                         | 48  |
| Бидгощ                        | 52  |
| Влоцлавек                     | 54  |
| Ельблонг                      | 55  |
| Торунь                        | 56  |
| Гданськ                       | 58  |
| Слупськ                       | 59  |
| Познань                       | 61  |
| Каліш                         | 62  |
| Конін                         | 63  |
| Лешно                         | 65  |
| Піла                          | 67  |
| Зелена Гура                   | 68  |
| Вроцлав                       | 71  |
| Валбжих                       | 74  |
| Єленя Гура                    | 75  |
| Легниця                       | 76  |
| Ополе                         | 77  |
| Люблін                        | 81  |
| Хелм                          | 82  |
| Біла Підляська                | 83  |
| Замостя                       | 84  |
| Білосток                      | 85  |
| Ломжа                         | 86  |
| Сувалки                       | 87  |
| Ольштин                       | 89  |
| Щецин                         | 91  |
| Кошалін                       | 94  |
| Ґожув-Велькопольський         | 95  |

## Коди мобільних операторів
У таблиці наведені коди початково приписані до операторів. Оскільки є можливість зміни оператора без зміни номера, то ця таблиця не може однозначно ідентифікувати оператора конкретного номера.
| Оператор        | Коди                                                                                          |
| --------------- | --------------------------------------------------------------------------------------------- |
| 36,6            | 601                                                                                           |
| Aster           | 602, 604                                                                                      |
| Carrefour       | 722                                                                                           |
| Cyfrowy Polsat  | 699                                                                                           |
| Era             | 600, 602, 604, 606, 608, 660, 662, 664, 668, 692, 694, 696, 698, 787-788, 880, 886, 888-889   |
| Ezo Mobile      | 703                                                                                           |
| GaduAIR         | 729                                                                                           |
| Heyah           | 888                                                                                           |
| mBank Mobile    | 601, 783                                                                                      |
| MNI Telecom     | 786                                                                                           |
| Mobi            | 799                                                                                           |
| Mobilking       | 602, 882                                                                                      |
| Mobyland        | 506                                                                                           |
| My Avon Mobile  | 502, 789                                                                                      |
| Orange          | 50, 510-517, 690, 780, 789, 799                                                               |
| Play Mobile     | 790                                                                                           |
| Plus Lycamobile | 601, 603, 605, 607, 609, 661, 663, 665, 667, 669, 691, 693, 695, 697, 781, 783, 785, 885, 887 |
| Sami Swoi       | 601                                                                                           |
| Snickers Mobile | 786                                                                                           |
| Tele Pin        | 786                                                                                           |
| TuBiedronka     | 727                                                                                           |